# 唐淳風
唐淳風（1953年—），生於湖南瀏陽，中國外交官、中國日本問題專家，現任中華人民共和國商務部研究院研究員。他曾於1999年至2002年擔任中國駐日本大使館經濟參贊。他是中國對日問題鷹派的代表人物，因積極支持琉球獨立運動、主張琉球群島（特別是沖繩）脫離日本實現自治而聞名，曾參與了致力於推廣琉球獨立運動的「中国琉球网」。
唐淳風對琉球群島與中國大陸之間的歷史和文化聯繫提出了各種主張。這些主張包括：琉球群島在歷史上曾是「中華民族大家庭」的一部分；90%的琉球人是從福建、浙江和台灣移居到琉球的久米三十六姓的後裔。唐淳風還認為，在受到日本殖民影響之前，琉球語言和文化與中國傳統密切相關。

## 著作
《悲愤琉球》，东方出版社，2014年出版，ISBN 9787506070287。